# Солипсизъм
Солипсизъм (от латински: „солус“ – един, „ипсе“ – аз сам) e философски възглед, според който съществува само индивидуалното съзнание.
В епистемологичен план целият останал свят, включително и всички хора, фактически не съществуват, а са създадени от разума и въображението. Солипсизмът приема възгледа, че външният свят и съзнанията извън собственото не могат да бъдат опознати и затова може да не съществуват.